# Giberto VI da Correggio
Giberto VI da Correggio (Correggio, 1410 circa – Siena, 6 settembre 1455) è stato un condottiero e politico italiano, primo conte di Correggio.

## Biografia
Nacque a Correggio nel 1410 circa da Gherardo VI da Correggio, signore di Correggio.
Fu allievo a Mantova dell'umanista Vittorino da Feltre. Alla morte di Filippo Maria Visconti ne approfittò per impossessarsi di Brescello, tolta dai Visconti agli Estensi. Nel 1447 fu creato cavaliere mentre era al servizio di Venezia, che abbandonò per servire Francesco Sforza, pretendente al ducato di Milano. Questi, dopo aver espugnato Parma nel 1449, lo pose assieme al fratello Manfredo a sua difesa. Divenuto duca di Milano, nel 1450 intimò a Giberto di restituirgli tutti i possedimenti sottratti a Filippo Maria Visconti. Giberto tentò una resistenza passando nel 1452 ai servigi del re di Napoli Alfonso d'Aragona, alleato di Venezia contro gli Sforza, occupando Poviglio.
Ottenne dall'imperatore Federico III il titolo di primo conte di Correggio il 25 maggio 1452. Con la pace di Lodi del 1454, favorevole al duca di Milano, si decise anche la sorte della casata Da Correggio: Giberto fu costretto a restituire Novellara e Bagnolo, tolti ai Gonzaga. Contrario ad accettare le altre clausole del trattato di pace, Milano spedì il condottiero Tiberto Brandolini, figlio di Brandolino, per ridurlo all'obbedienza, intimandolo di giurare fedeltà al duca di Milano. Umiliato, lasciò le sue terre per mettersi al soldo di Siena, nel tempo in cui Jacopo Piccinino assalì la città, riuscendo a sconfiggerlo. Il 6 settembre 1455, forse accusato dal collegio di balia senese di estorsione, si avventò contro un consigliere ma ebbe la peggio: dopo una furibonda lite, fu scaraventato da una finestra e perse la vita.
Venne sepolto nel duomo della città.

## Discendenza
Giberto ebbe una figlia, Agata, che sposò Michele Montecuccoli.

## Ascendenza
|                          |   |                       | Genitori                 |  |  | Nonni |  |  | Bisnonni              |  |  | Trisnonni                |  |
|                          |   |                       |                          |  |  |       |  |  | Guido IV da Correggio |  |  | Giberto III da Correggio |  |
|                          |   |                       |                          |  |  |       |  |  | Guido IV da Correggio |  |  | Giberto III da Correggio |  |
|                          |   | …                     |                          |  |  |       |  |  | Guido IV da Correggio |  |  |                          |  |
| Giberto IV da Correggio  |   |                       |                          |  |  |       |  |  | Guido IV da Correggio |  |  |                          |  |
|                          |   | Guidaccia della Palù  | …                        |  |  |       |  |  |                       |  |  |                          |  |
|                          |   | Guidaccia della Palù  | …                        |  |  |       |  |  |                       |  |  |                          |  |
|                          |   | Guidaccia della Palù  | …                        |  |  |       |  |  |                       |  |  |                          |  |
| Gherardo VI da Correggio |   | Guidaccia della Palù  |                          |  |  |       |  |  |                       |  |  |                          |  |
|                          |   | Galasso I Pio         | Manfredo I Pio           |  |  |       |  |  |                       |  |  |                          |  |
|                          |   | Galasso I Pio         | Manfredo I Pio           |  |  |       |  |  |                       |  |  |                          |  |
|                          |   | Galasso I Pio         | Fiandrina de' Bocchi     |  |  |       |  |  |                       |  |  |                          |  |
| Orsolina Pio             |   | Galasso I Pio         |                          |  |  |       |  |  |                       |  |  |                          |  |
|                          |   | Beatrice da Correggio | Giberto III da Correggio |  |  |       |  |  |                       |  |  |                          |  |
|                          |   | Beatrice da Correggio | Giberto III da Correggio |  |  |       |  |  |                       |  |  |                          |  |
|                          |   | Beatrice da Correggio | Elena Malaspina          |  |  |       |  |  |                       |  |  |                          |  |
| Giberto IV da Correggio  |   | Beatrice da Correggio |                          |  |  |       |  |  |                       |  |  |                          |  |
|                          | … | …                     |                          |  |  |       |  |  |                       |  |  |                          |  |
|                          | … | …                     |                          |  |  |       |  |  |                       |  |  |                          |  |
|                          | … | …                     |                          |  |  |       |  |  |                       |  |  |                          |  |
| …                        | … |                       |                          |  |  |       |  |  |                       |  |  |                          |  |
|                          |   | …                     | …                        |  |  |       |  |  |                       |  |  |                          |  |
|                          |   | …                     | …                        |  |  |       |  |  |                       |  |  |                          |  |
|                          |   | …                     | …                        |  |  |       |  |  |                       |  |  |                          |  |
| …                        |   | …                     |                          |  |  |       |  |  |                       |  |  |                          |  |
|                          |   | …                     | …                        |  |  |       |  |  |                       |  |  |                          |  |
|                          |   | …                     | …                        |  |  |       |  |  |                       |  |  |                          |  |
|                          |   | …                     | …                        |  |  |       |  |  |                       |  |  |                          |  |
| …                        |   | …                     |                          |  |  |       |  |  |                       |  |  |                          |  |
|                          |   | …                     | …                        |  |  |       |  |  |                       |  |  |                          |  |
|                          |   | …                     | …                        |  |  |       |  |  |                       |  |  |                          |  |
|                          |   | …                     | …                        |  |  |       |  |  |                       |  |  |                          |  |
|                          |   | …                     |                          |  |  |       |  |  |                       |  |  |                          |  |